# 環保購物袋

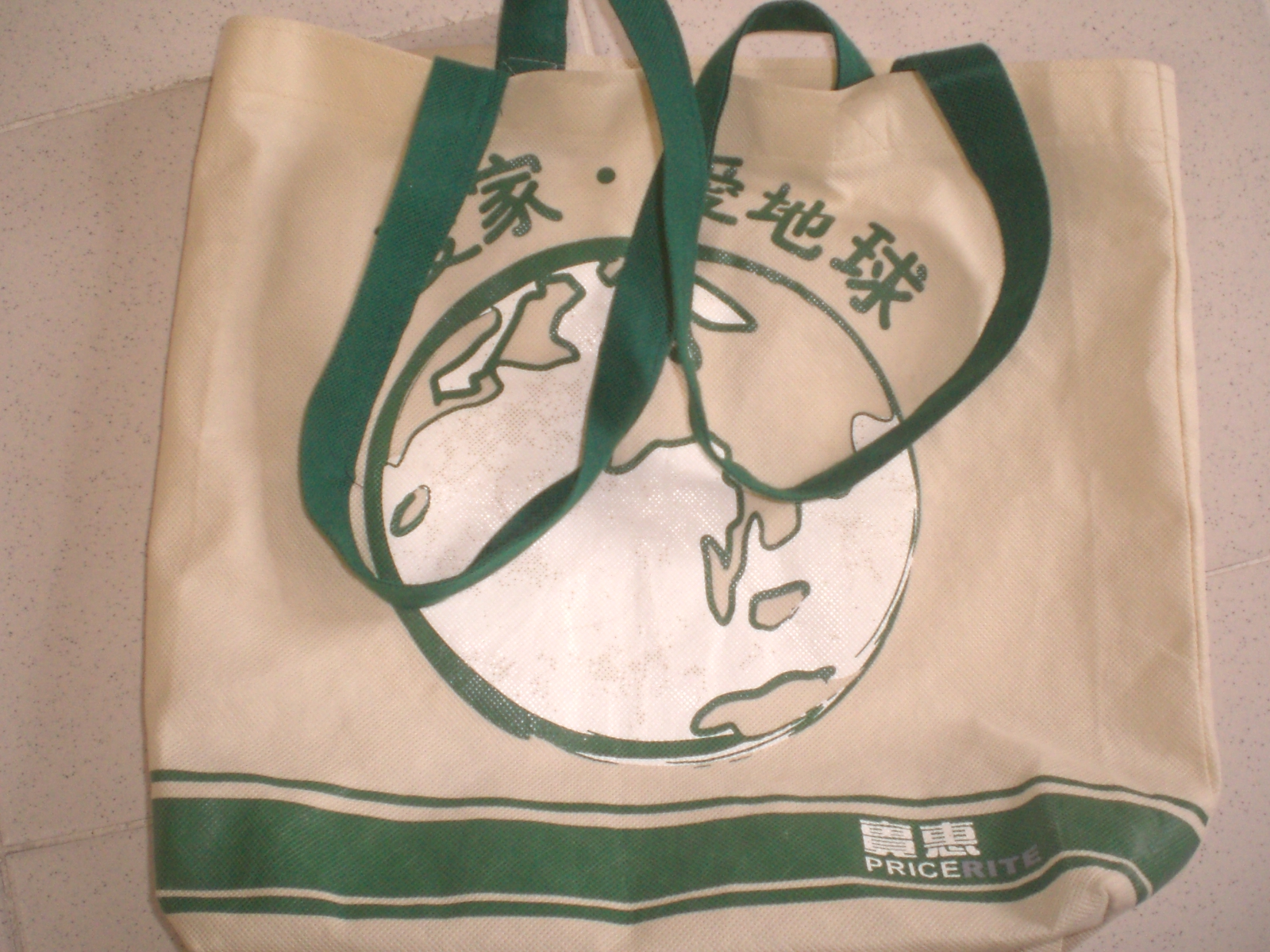
无纺布環保購物袋

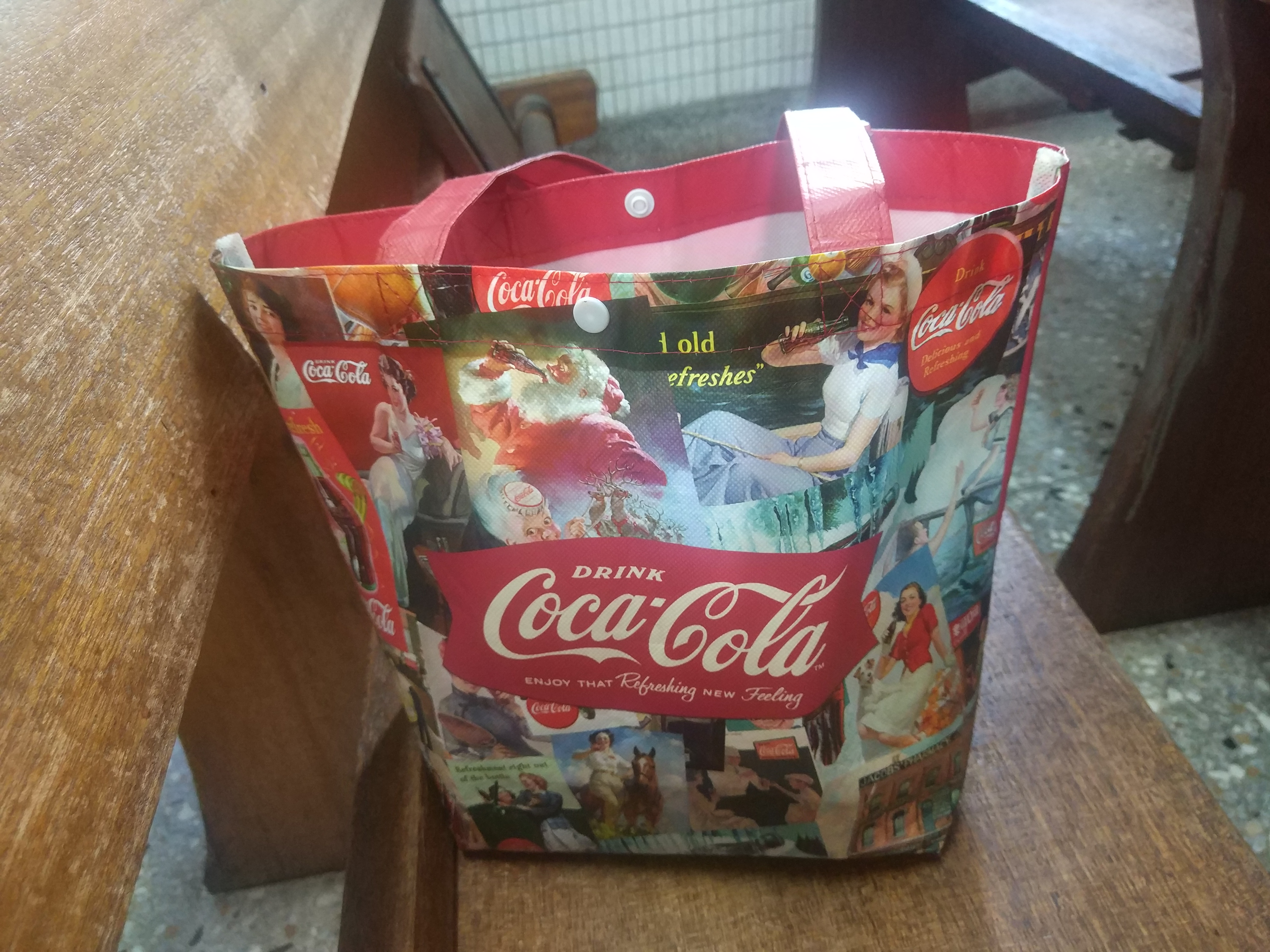
可口可樂購物袋

環保購物袋又名環保袋、購物袋、无纺布袋，有別於塑膠袋，環保袋較即棄膠袋耐用又可以重複使用。主要原材料包括无纺布、天然棉布、帆布、牛仔布和麻等製成的，也有用特製的紙製成。 
因應環保概念，環保購物袋已經成為時尚潮流。世界各地時尚品牌紛紛推出不同款式環保袋。

## 衛生
環保購物袋並不能直接裝食物。環保購物袋是用於攜帶物品，可能會弄髒，可以用水清洗。